# Eskhar
Eskhar (ukrainien : Есхар) est une commune urbaine de l'oblast de Kharkiv, en Ukraine. Elle compte 5 230 habitants en 2021.

## Géographie
La commune se situe juste au sud de la confluence entre les rivières Donets et Oudy. La commune est située sur la rive nord-ouest du Donets, à 34 kilomètres au sud-est de la ville Kharkiv.